# Cartoon Network (Rusia y el sudeste de Europa)
Cartoon Network es un canal de televisión por suscripción ruso y el sudeste de Europa que se lanzó el 1 de octubre de 2009, en sustitución del feed paneuropeo de Cartoon Network. Está disponible en ruso, búlgaro e inglés.

## Historia
Cartoon Network se lanzó en Rusia y el sudeste europeo en el 1 de octubre de 2009. Su marca presentaba flechas con elementos aleatorios que salían del logotipo y flechas con elementos aleatorios que creaban el logotipo. Cuando se lanzó la versión, tenía los mismos programas que la versión paneuropea, a excepción de los archivos o programas clásicos como Don gato y su pandilla. En noviembre de 2009, se estrenó Best Ed, que se emitió en la versión paneuropea; en diciembre de 2009 se estrenó Star Wars: The Clone Wars, que también se emitió en la versión anterior. En enero de 2010, se estrenó Batman: The Brave and the Bold, que fue el primer programa nuevo en la versión que no se había emitido en la versión paneuropea antes. Otros nuevos programas se estrenaron durante estos meses, como Bakugan Battle Brawlers: New Vestroia, Total Drama Island y Hero: 108. 
El 26 de noviembre de 2010, Cartoon Network renovó su aspecto y obtuvo un nuevo logotipo. El primer programa que salió al aire después de la renovación fue My Gym Partner's a Monkey. El nuevo programa que se estrenó en el canal después y durante la renovación fue Angelo Rules. 
El 23 de diciembre de 2015, Turner vendió sus activos rusos a Media Alliance, una compañía de propiedad conjunta de National Media Group y Discovery Communications.
El 6 de diciembre de 2016, Cartoon Network Rusia y el sudeste de Europa cambiaron al formato de imagen 16: 9. El cambio ocurrió durante un episodio de Total Drama Island. Días después, se lanzó Cartoon Network Rusia y el sudeste de Europa en HD, pero solo para clientes de Rostelecom en Rusia. A partir de 2019, Media Alliance continúa ejecutando la versión rusa bajo licencia de Warner Bros.
Desde el 18 de noviembre de 2020, el centro de transmisión ahora se encuentra en Praga, pero la oficina editorial permanece en Múnich.
El 6 de noviembre de 2021, la transmisión del canal comenzó con el doblaje en serbio, croata y esloveno.
El 9 de marzo de 2022, debido al conflicto bélico entre Rusia y Ucrania, Cartoon Network fue cerrado permanente en Rusia. El resto de países que comparten esta señal no fueron afectados. Hasta que Serbia el 5 de abril del mismo año sin motivo alguno.
A partir del 1 de agosto de 2022, comenzaron a lanzarse algunas nuevas series de dibujos animados sin doblaje en ruso.